# Spiramycyna
Spiramycyna, rowamycyna – antybiotyk z grupy makrolidów stosowany m.in. w leczeniu toksoplazmozy i listeriozy, działający bakteriostatycznie lub bakteriobójczo. Wszystkie antybiotyki należące do tej grupy blokują syntezę białka. Spiramycyna może wykazywać oporność krzyżową z erytromycyną.
Spiramycyna powinna być stosowana tylko w zakażeniach bakteryjnych o przebiegu uzasadniającym podanie tego preparatu.
Lek podany dożylnie przenika do tkanek, w których bardzo długo utrzymują się jego duże stężenia. W 10% wiąże się z białkami osocza; czas półtrwania we krwi wynosi około 8 godzin, w płucach – 36 godzin. Osiąga duże stężenia w makrofagach pęcherzyków płucnych (20 razy większe niż we krwi), ślinie, wydzielinie gruczołów oskrzelowych, błonie śluzowej zatok. Przenika przez barierę łożyska, nie przenika do płynu mózgowo-rdzeniowego. Jest metabolizowany w wątrobie. Wydala się głównie z kałem oraz w około 10% z moczem.

## Działanie
Leczenie infekcji wywołanych bakteriami wrażliwymi na spiramycynę.
Spiramycyna działa in vitro na następujące drobnoustroje:
- Drobnoustroje zwykle wrażliwe
  - Helicobacter pylori
  - Rhodococcus equi
  - Branhamella catarrhalis
  - Bordetella pertussis
  - Campylobacter jejuni
  - Corynebacterium diphteriae
  - Moraxella
  - Mycoplasma hominis
  - Mycoplasma pneumoniae
  - Eubacterium
  - Coxiella
  - Treponema pallidum
  - Leptospira
  - Chlamydiae
  - Porphyromonas
  - Borrelia burgdoferi
  - Propinonibacterium acnes
  - Actinomyces
  - Mobilliuncus
  - paciorkowce
  - gronkowce wrażliwe na metycylinę
- Drobnoustroje o średniej wrażliwości in vitro:
  - Legionella pneumophila
  - Ureaplasma urealyticum
  - Neisseria gonorrhoeae
  - przecinkowce
- Drobnoustroje niekiedy wrażliwe in vitro:
  - Streptococcus pneumoniae
  - Campylobacter coli
  - Peptostreptococcus
  - Clostridium perfringens
  - Enterococcus

## Wskazania
- zapalenie gardła i migdałków wywołane przez paciorkowce grupy A
- zapalenie zatok przynosowych wywołane przez Streptococcus pneumoniae, Haemophilus influenzae, Staphylococcus aureus, Moraxella catarrhalis
- zapalenie ucha środkowego wywołane przez Streptococcus pneumoniae, Haemophilus influenzae, Staphylococcus aureus, Moraxella catarrhalis, Chlamydia trachomatis
- ostre zapalenie płuc i oskrzeli wywołane przez Staphylococcus aureus, Streptococcus pneumoniae, Streptococcus pyogenes
- atypowe zapalenie płuc wywołane przez Legionella pneumophila, Chlamydia psittaci, Mycoplasma pneumoniae
- zapobiegawczo w toksoplazmozie wrodzonej
- toksoplazmoza ciężarnych
- chemioprofilaktyka gorączki reumatycznej u uczulonych na penicylinę
- zapalenie cewki moczowej wywołane przez Chlamydia trachomatis różnych serotypów
- zakażenia skórne wywołane przez Streptococcus pyogenes i Staphylococcus aureus
- kryptosporydioza wywołana przez Cryptosporidium muris
- w stomatologii ostre, ropno-martwicze stany zapalne w rejonie dziąseł i jamy ustnej

## Przeciwwskazania
Nadwrażliwość na spiramycynę.

## Dawkowanie
Dorośli:
dawka podstawowa: 6 mln j.m. na dobę w 2 dawkach podzielonych
dawka maksymalna: do 9 mln j.m. na dobę w 3 dawkach podzielonych
Dzieci:
dawka podstawowa: 150 000 j.m./kg mc na dobę w 2-3 dawkach podzielonych
dawka maksymalna: do 300 000 j.m./kg mc na dobę w 2-3 dawkach podzielonych

## Przedawkowanie
Nie ma specyficznego antidotum. W przypadku przedawkowania stosuje się leczenie objawowe.

## Interakcje
Podczas jednoczesnego stosowania spiramycyny z lekami zawierającymi lewodopę i karbidopę może nastąpić hamowanie wchłaniania karbidopy i zmniejszenie stężenia lewodopy w surowicy. Wskazane jest dostosowanie dawki lewodopy.

## Ciąża i laktacja
Spiramycynę można stosować w ciąży w przypadku zdecydowanej konieczności.
Spiramycyna jest wydzielana wraz z mlekiem matki. Dlatego w trakcie stosowania leku nie należy karmić piersią.

## Możliwe działania niepożądane
- nudności
- wymioty
- biegunka
- b. rzadko rzekomobłoniaste zapalenie jelita grubego
- wysypka
- świąd
- b. rzadko obrzęk naczynioruchowy
- b. rzadko wstrząs anafilaktyczny
- parestezja
- b. rzadko ostra hemoliza

## Dostępne preparaty
- Rovamycine